# Henryk Lisowski (oficer)
Henryk Michał Władysław Lisowski (ur. 12 lutego 1894 w Krakowie, zm. między 9 a 11 kwietnia 1940 w Katyniu) – podpułkownik administracji (uzbrojenia) Wojska Polskiego, ofiara zbrodni katyńskiej.

## Życiorys
Henryk Lisowski z Lisowa h. Lubicz urodził się 12 lutego 1894 w Krakowie, w rodzinie Władysława i Michaliny z Czeczel-Nowosielskich. Żołnierz Legionów Polskich. Od stycznia 1919 w 8 pułku artylerii polowej. Uczestniczył w wojnie polsko-bolszewickiej.
Po zakończeniu działań wojennych pozostał w wojsku. W 1922 był w stopniu kapitana administracji, dział kontroli administracji ze starszeństwem 1 czerwca 1919 i 14 lokatą. W 1923 służył w Oddziale Kontroli Wykonania Budżetu MSWojsk. W 1924 w stopniu majora administracji ze starszeństwem z dniem 1 lipca 1923 i 6 lokatą – pełnił służbę w Wojskowej Kontroli Generalnej, w Oddziale Kontroli Następnej. W 1924 został członkiem rezerwowym Sądu Honorowego dla oficerów młodszych MSWojsk. W 1926 został przewodniczącym oficerskiej komisji małżeńskiej Oddziału Kontroli Następnej MSWojsk. W marcu 1934 został przeniesiony z korpusu oficerów administracji do korpusu oficerów uzbrojenia ze starszeństwem z dniem 1 lipca 1923 i lokatą 3.1 z pozostawieniem na dotychczasowym stanowisku w Biurze Kontroli MSWojsk. Na stopień podpułkownika został awansowany ze starszeństwem z 19 marca 1938 i 2. lokatą w korpusie oficerów administracji, grupa administracyjna. W marcu 1939 był szefem Wydziału III Funduszy Pozabudżetowych w Biurze Budżetowym Ministerstwa Spraw Wojskowych.
Podczas kampanii wrześniowej wzięty do niewoli przez Sowietów. Według stanu z 28 października 1939 był jeńcem jużskiego obozu NKWD (jest wymieniony na liście jeńców wojennych i starszych oficerów z dnia 28.10.1939). W listopadzie lub na początku grudnia 1939 przybył do Kozielska. Między 7 a 9 maja 1940 przekazany do dyspozycji naczelnika smoleńskiego obwodu NKWD – lista wywózkowa 015/2 poz. 88 nr akt 1178, z 05 kwietnia 1940. Został zamordowany między 9 a 11 kwietnia 1940 przez NKWD w lesie katyńskim. Zidentyfikowany podczas ekshumacji prowadzonej przez Niemców w 1943, zapis w dzienniku ekshumacji z 28.05.1943 pod numerem 3444. Przy szczątkach Henryka Lisowskiego znaleziono kartkę z nazwiskiem Lisowski, zaświadczenie o szczepieniach w obozie w Kozielsku, pismo firmy Julian Piwnicki zaświadczającej o przyjęciu do przechowania futra. Figuruje na liście AM-256-3444 i liście Komisji Technicznej PCK pod numerem: GARF-125-03444. Na liście AM oznaczono stopień majora. Nazwisko Lisowskiego znajduje się na liście ofiar (pod nr 03444) opublikowanej w Gońcu Krakowskim nr 176, w Nowym Kurierze Warszawskim nr 169 z 1943.
Krewni do 2008 poszukiwali informacji przez Biuro Informacji i Badań Polskiego Czerwonego Krzyża w Warszawie. W archiwum IPN znajdują się wspomnienia krewnych i znajomych podpułkownika.
Był żonaty, miał dwoje dzieci.
5 października 2007 minister obrony narodowej Aleksander Szczygło mianował go pośmiertnie na stopień pułkownika. Awans został ogłoszony 9 listopada 2007 w Warszawie, w trakcie uroczystości „Katyń Pamiętamy – Uczcijmy Pamięć Bohaterów”.

## Ordery i odznaczenia
- Krzyż Niepodległości (15 kwietnia 1932)[20][21]
- Krzyż Kawalerski Orderu Odrodzenia Polski (11 listopada 1936)[22][23]
- Krzyż Walecznych (trzykrotnie)
- Złoty Krzyż Zasługi (10 listopada 1928)[24]
- Medal Pamiątkowy za Wojnę 1918–1921[25]
- Medal Dziesięciolecia Odzyskanej Niepodległości[25]
- Krzyż Kampanii Wrześniowej – pośmiertnie 1 stycznia 1986[26]